# 亚瑟·博尔曼
亚瑟·英格拉姆·博尔曼（Arthur Inghram Boreman，1823年—1896年），美国政治人物，曾担任西弗吉尼亚州州长、参议员

## 生平
亚瑟·博尔曼生于宾夕法尼亚州韦恩斯堡。4岁时，全家搬家至泰勒县米德尔本。1863年至1869年，担任西弗吉尼亚州州长。1869年至1875年，担任联邦参议员。